# Melkus (automerk)

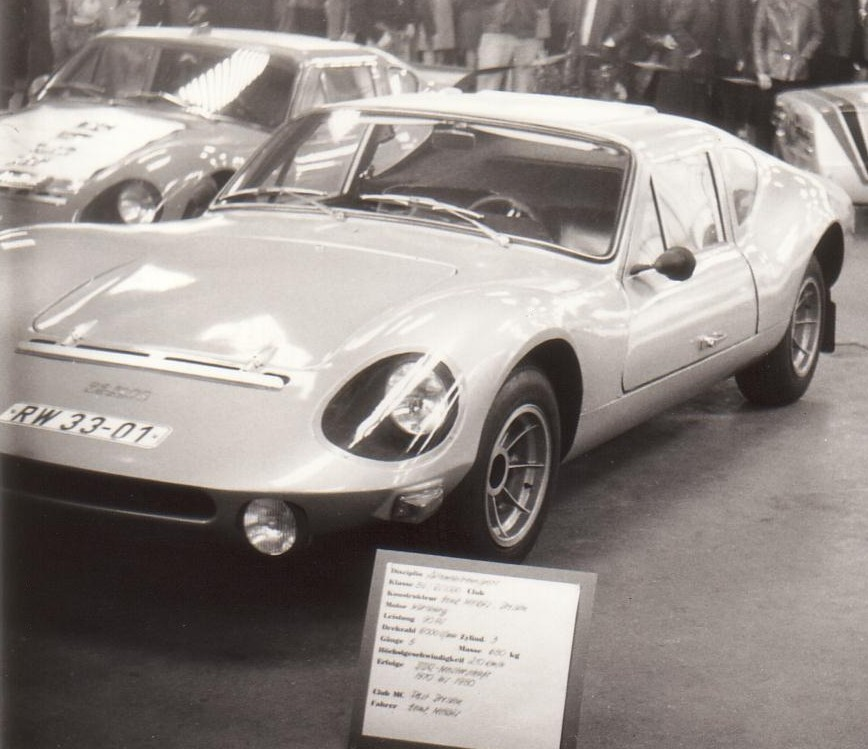
Melkus RS 1000.

Melkus was een raceautofabriek opgericht in 1959 door Heinz Melkus uit Dresden, 
een coureur uit de voormalige DDR.
De auto's waren gebouwd op basis van Wartburg en Trabant, 
De eerste drie exemplaren waren de Formula III, Formula Junior en de Formula E. Later kwam de eerste auto die ook op de openbare weg mocht;
de Melkus RS 1000, deze bevatte een 3 cilinder 2takt 992cc motor met 70 pk van een Wartburg. Er zijn in de tijd maar 101 stuks van de RS 1000 geproduceerd. In 1986 stopte Melkus met zijn bedrijf en startte in 1990 een BMW-garagebedrijf.
Er wordt gewerkt aan de RS 2000, die sterk op de RS 1000 lijkt. Het prototype wordt in de eerste helft van 2008 verwacht. In 2006 zijn 20 stuks van een gereconstrueerd model van de RS 1000 aan liefhebbers verkocht als zijnde een RS 1000 met zoals vroeger in tweetakt- en viertaktversies.

## Modellen
- Melkus JAP Eigenbau (1954)
- Melkus Formel Junior Baureihe (1959/1960)
- Melkus Formel Junior Baureihe (1961/1962)
- Melkus Formel Junior Baureihe (1963)
- Melkus Formel 3 Baureihe (1964)
- Melkus SRG MT 77
- Melkus PT 73 Spyder
- Melkus Lada ML89
- Melkus BMW MB90
- Melkus Silberpfeil
- Melkus RS 1000
- Melkus Zigarre (Sigaar)
- Melkus RS 2000 (2008)
- Melkus RS 2000 GT (2011)
- Melkus RS 2000 GTS (2011)